# 保養所

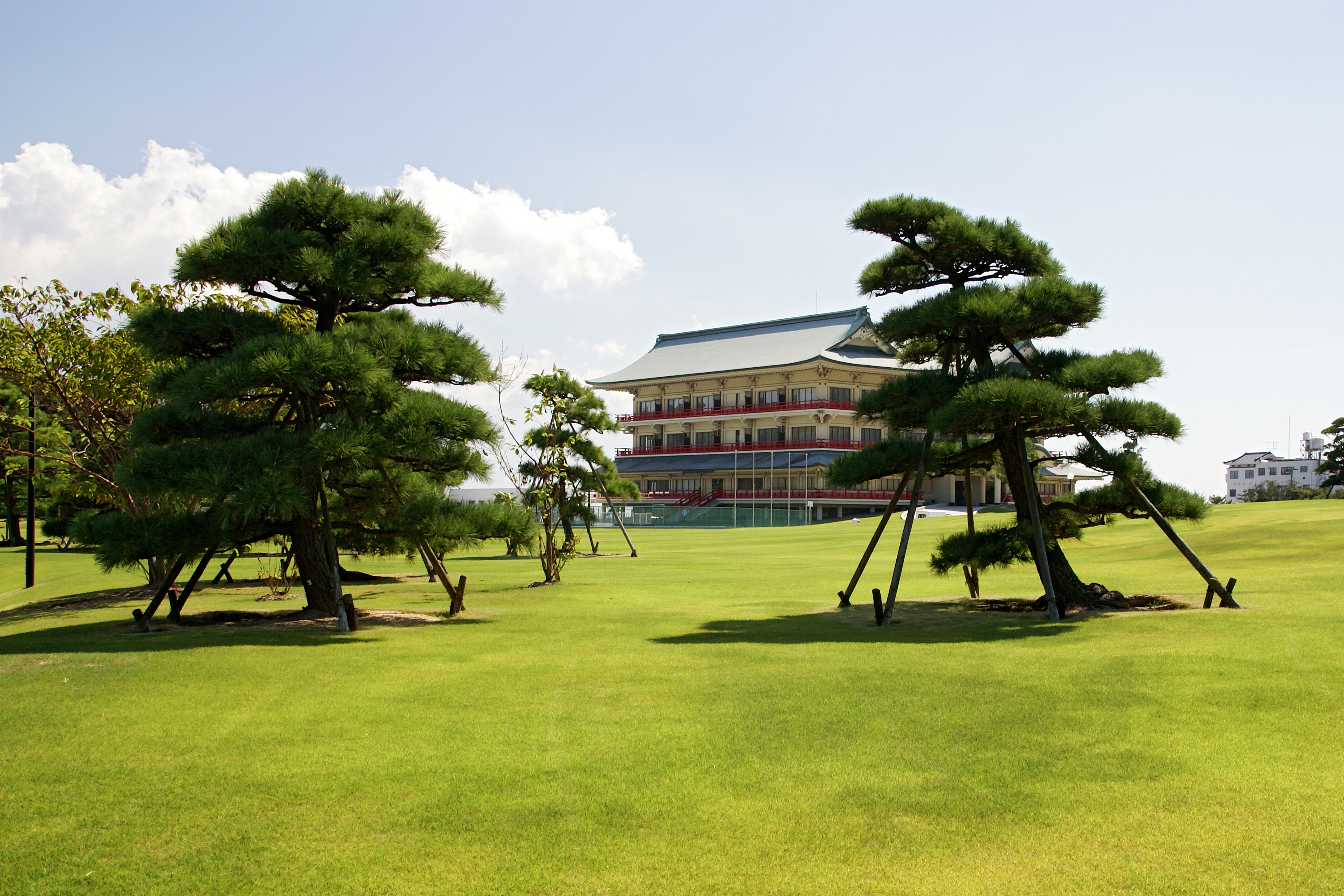
企業保養所の例 （徳島県鳴門市）

保養所（ほようじょ、ほようしょ）とは、企業や健康保険組合などが、社員の研修や保養などに用いるために作られた施設である。他にも、省庁や政府系特殊法人等により設置された保養施設も存在したが、行政改革や運営赤字などの問題で廃止や民営化されている。

## 概要
主にリゾート地に作られることが多く、運営する企業の社員や組合員は、普通料金より割安な料金で利用できることが多い。また、社員・組合員でない一般人も利用できる場合もある。その場合でも、料金は周辺のホテルなどの宿泊施設より割安な場合が多い。
日本の企業保養所の集積地としては六甲山（神戸市）、軽井沢（長野県軽井沢町）、蓼科高原（長野県茅野市）などがある。
保養所を所有する企業の経営が苦しくなり、閉鎖されたり、買収・借受を経て、ホテルや日帰り入浴施設に転換されるケースがある。また、バブル期に着工しバブル崩壊後の廃墟もある。
郵政民営化により、保養施設の一つである簡易保険保養センター「かんぽの宿」については、一部は廃止され、残った施設も民営化されている。